# ロセンド・アルバレス
ロセンド・アルバレス（Rosendo José Álvarez Hernández、男性、1970年5月6日 - ）は、ニカラグア共和国の元プロボクサー。マナグア出身。元WBA世界ミニマム級王者。元WBA世界ライトフライ級王者。世界2階級制覇王者。

## プロでの戦績
1992年12月12日、プロデビュー（3回TKO勝ち）。
1994年9月23日、WBAフェデラテンミニマム級王者ホセ・ボニージャ（ベネズエラ）と対戦し、11回TKO勝ちを収め王座獲得に成功した。
1994年11月26日、WBAフェデラテンミニマム級王座決定戦でアンドレス・タバレス（ドミニカ共和国）と対戦し、2回TKO勝ちを収め、王座の再獲得に成功した。
1995年12月2日、無敗のまま20戦目で世界初挑戦。敵地でWBA世界ストロー級王者チャナ・ポーパオイン（タイ）に挑み、フルラウンドの死闘の末、2-1の判定勝ちを収め、世界王者に輝いた。その後、1996年6月15日の2度目の防衛戦で日本のリングに初登場。仙台で佐藤建太（本名:エリック・チャベス/フィリピン出身/元IBF世界ストロー級王者）を12回判定に降す。続く10月1日の3度目の防衛戦でも日本のリングに登場（北九州で塩濱崇と対戦し、8回KO勝ち）。
1998年3月7日、5度目の防衛戦でWBC世界ミニマム級王者リカルド・ロペス（メキシコ）と統一戦を行う。2回、右の強烈なクロスカウンターでWBC王者からダウンを奪う。その後は一進一退の攻防を展開し、迎えた7回、偶然のバッティングが発生し、試合がストップ。負傷判定となった。結果は三者三様のドロー。20度防衛・無敗のWBC王者から大金星獲得は惜しくもならなかったが、自身のWBA王座は防衛した。8か月後の1998年11月13日、ロペスと再戦。アルバレスは試合前日の計量で体重超過のため失格となり、王座を剥奪された。そのため、試合はWBA王座空位の状態で行われ、一進一退の攻防の末、12回判定負け。
2000年8月12日、パリス・ラスベガスで行われたWBA世界ライトフライ級王座決定戦でベビス・メンドサ（コロンビア）と対戦し、アルバレスにローブローによる反則で2点減点を科し、7回1分2秒失格負けを宣告され王座獲得に失敗した。
2001年3月3日、マンダレイ・ベイ・イベント・センターでWBA世界ライトフライ級王者ベビス・メンドサと再戦し、2-1（115-112、114-113、113-114）の判定勝ちを収め王座獲得に成功、2階級制覇を達成した。
2003年3月31日、リトルロックのステイトハウス・コンベンションセンターで行われたWBAライトフライ級王座の2度目の防衛戦でベビス・メンドサと対戦し、2-0（116-112、116-112、114-114）の判定勝ちを収め3度目の対戦を制し、2度目の防衛に成功した。 
2003年12月13日、ボードウォーク・ホールでIBF世界ライトフライ級王者のホセ・ビクトル・ブルゴス（メキシコ）と王座統一戦を行い、1-1（116-112、113-116、114-114）の判定で引き分けた為、王座統一には失敗したが3度目の防衛に成功した。
2004年10月2日、マディソン・スクエア・ガーデンでWBA世界ライトフライ級暫定王者ベビス・メンドサとの団体内王座統一戦を行う予定だったが、前日計量でアルバレスに体重超過があり正規王座を剥奪された為、メンドサが勝てばメンドサが正規王者となりアルバレスが勝てば正規王座が空位となるという条件で試合が行われ、アルバレスが2-1（116-112、115-113、113-115）の判定勝ちを収め、正規王座が空位となりメンドサは暫定王座に据え置きとなった。その後、アルバレスはフライ級に転向した。
2006年4月8日、3階級制覇を目指し、WBC世界フライ級暫定王者ホルヘ・アルセ（メキシコ）に挑戦したが、6回1分4秒KO負けを喫し、王座獲得に失敗、3階級制覇にも失敗した。試合後のドーピング検査でフロセミドが検出され、2006年年末までの出場停止と2千ドルの罰金処分を科せられる。この試合で1度目の引退を発表する。
2012年5月26日、6年ぶりに復帰。マナグアのポリデポルティーボ・エスパーニャでジャン・サンプソン（ニカラグア）と対戦し、5回にアルバレスがレフェリーに対する不当な攻撃と侮辱を行った為、5回1分24秒失格負けとなった。この試合を最後に現役を引退した。 

## 引退後
故郷のニカラグアで、プロモーターとマネージャーの仕事をしている。

## 獲得タイトル
- WBAフェデラテンミニマム級王座
- WBA世界ミニマム級王座(防衛5=剥奪）
- WBA世界ライトフライ級王座（防衛3=剥奪）